# L'Éléphant (revue)
 (décembre 2013).
Si vous disposez d'ouvrages ou d'articles de référence ou si vous connaissez des sites web de qualité traitant du thème abordé ici, merci de compléter l'article en donnant les références utiles à sa vérifiabilité et en les liant à la section « Notes et références ».
Pour les articles homonymes, voir Éléphant (homonymie).
L'Éléphant est une revue trimestrielle française de culture générale lancée en janvier 2013.

## Historique
Elle a été lancée par Jean-Paul Arif, éditeur aux éditions Scrinéo, et Guénaëlle Le Solleu. Cette dernière a quitté son poste de rédacteur en chef adjoint à La Tribune pour se consacrer à L'Éléphant, dont elle est la rédactrice en chef.
Au même titre que XXI ou Feuilleton (revue), L’Éléphant rejoint la famille des mooks, ces "magazines livres" à la périodicité trimestrielle ou semestrielle contenant des articles s'étalant parfois sur plusieurs doubles pages et au graphisme soigné.
Le premier numéro sort dans les kiosques le vendredi 24 janvier 2013. La revue comprend 160 pages et se vend au prix de 15 euros.
Son objectif est que le lecteur assimile les connaissances à travers leur mémorisation. La revue comprend donc de nombreux quiz, mots croisés et autres activités ludiques élaborés avec la collaboration du laboratoire d'étude des mécanismes cognitifs de l'université Lumière Lyon-II.
L’Éléphant permet de parfaire et de tester sa culture générale autour de sujets divers : histoire, philosophie et religions, politique et société, sciences et environnement, arts et littérature, santé et bien-être ou encore international.